# Christie-féle futómű

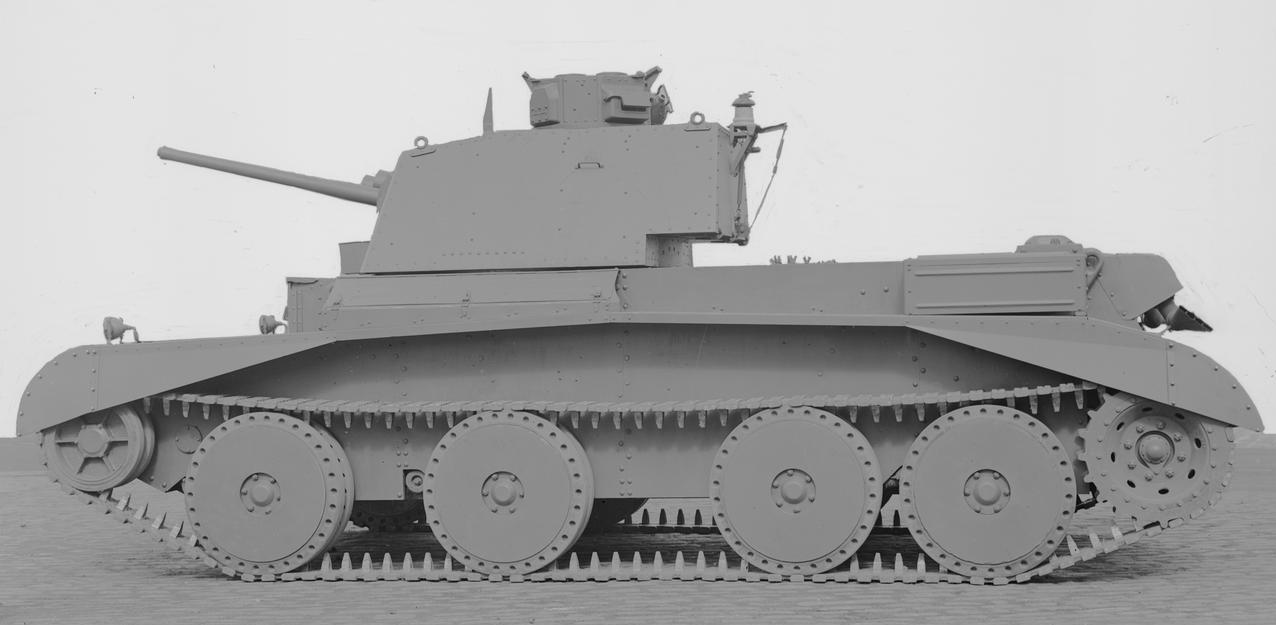
Tipikus Christie-féle futómű a Cruiser MkIII harckocsin...

J. Walter Christie által a könnyű- és közepes harckocsikhoz kifejlesztett rendszer. A Christie-féle futóművek alapjaiban szakítottak a kor hagyományaival. Az addig szokásos futóművek a páncéltesten körbefutó lánctalppal, hordzsámolyos összetett szerkezetekkel, vagy himbarendszerű felfüggesztéssel készültek. Közös volt bennük a viszonylag kis méretű futógörgők alkalmazása, mivel a lánctalp felületi illeszkedését, ezzel egyidejű rugózását másképp nem tudták megoldani.

## Története
Christie az 1919-ben tervezett első harckocsijánál már újított. A meghajtott görgőt és a visszafordító görgőt is letette a földre, amivel a harckocsi alkalmassá vált lánctalp nélküli közlekedésre is. A páncéltest közepén felfüggesztett himbarendszer a láncfeszítést és a láncvezetést végezte. Ennél a típusnál még csak a himba görgői voltak rugózottak, a négy darab, kerékként is használható görgő nem.
Ennek továbbfejlesztett változata volt az a rendszer, ahol az első futó (visszafordító) rugózást kapott és átvette a láncfeszítő szerepét. Így a himbából már elhagyható volt a felső lánctámasztó görgő is, és a himbára függesztett görgők nagyobbak lettek.
Christie 1928-ban állt elő a korábbi modellekre alapozott új fejlesztésével, ahol a himbát már teljesen elhagyta, és minden egyes futógörgőt önálló felfüggesztéssel látott el. A lánctámasztó görgők továbbra is elmaradtak.

## Felépítése
A korai, kisméretű görgőket alkalmazó futóművek egyik nagy hátránya volt, hogy ezen görgők szögsebessége igen nagy a kis átmérő miatt, ami többlet terhelést jelent a futófelület számára. Ezen kívül jelentős probléma volt, hogy a szükséges rugóutat nem tudták biztosítani. Ezt Christie azzal oldotta meg, hogy viszonylag nagy méretű futógörgőket alkalmazott. A Christie-féle futóműben 1921-től már nem kellett támasztógörgőket alkalmazni, a lánctalp visszatérése a futógörgők tetején történt. A láncfeszítést a lánchajtókerékkel ellentétes végen lévő visszafordító görgő végezte el. Az egész felfüggesztési rendszer leglényegesebb eleme, hogy minden egyes kerék önálló felfüggesztést kapott, amelynek révén a futómű könnyebben követhette a terep egyenetlenségeit, sőt az elhagyott hordzsámolyok és egyéb kiegészítő felszerelések miatt a harckocsi tömege is csökkent. A függetlenül mozgó görgők függőleges mozgását egy vízszintesen, a harckocsitesten belül elhelyezett rugó és lengéscsillapító fékezte.
Az 1919-es modell rugóútja csak 0,1 m, az 1928-as már 0,25 m, az 1930-as 0,35 m és végül az 1932-es 0,6 méteressel rendelkezett.
A Christie-féle futómű alapötlete a lánctalp nélküli üzemmód fejlesztésére vezethető vissza. Lánctalp nélküli üzemmódban a meghajtott görgő egy kis hajtásláncon keresztül adta át a kihajtást a hátsó futógörgőnek, az első kerék pedig kormányozható volt. A későbbiekben, amikor a lánctalp nélküli működtetés igénye már fel sem merült, megtartották ezt a szerkezetet, mivel a harcjárműnek stabil futást, jó terepálló-képességet biztosított.
A Christie-féle futómű az Egyesült Államokban sokáig nem került alkalmazásra, elsősorban az angolok használták, majd a szovjetek is a BT-sorozatnál és a T–21-nél. További fejlesztéseit már a szovjet és német mérnökök végezték, a Christie-féle futóműből a nehézharckocsiknál már csak az egyenként felfüggesztett, nagyméretű görgők maradtak meg, miközben a technológia teljesen megváltozott. Ez a T–34 típussal kezdődött, miután a Szovjetunió 1931-ben megvásárolta a futóműlicencet. Ekkor a rugóutat ferde elhelyezéssel növelték tovább, majd jöttek a torziósrúd-megoldások.

## Külső hivatkozások
- Christie-féle harckocsik
- Christie-féle harckocsik a Szovjetunióban Archiválva 2009. július 19-i dátummal a Wayback Machine-ben